# Лаотин
Лаоти́н (кит. упр. 乐亭, пиньинь Làotíng) — уезд городского округа Таншань провинции Хэбэй (КНР).

## История
При империи Тан в 740 году из уезда Лулун был выделен уезд Мачэн (马城县). Когда кидани в 923 году захватили область Пинчжоу, то выделили из неё область Луаньчжоу (滦州), в состав которой вошёл и уезд Мачэн. Когда киданьскую империю Ляо свергли чжурчжэни, основав свою империю Цзинь, то в 1123 году китайская империя Сун эзахватила часть уезда, а на оставшейся территориями цзиньцами был создан уезд Лаотин.
В 1949 году был образован Специальный район Таншань (唐山专区), и уезд вошёл в его состав. В 1968 году Специальный район Таншань был переименован в Округ Таншань (唐山地区). В 1983 году решением Госсовета КНР город Таншань и округ Таншань были расформированы, и уезд Лаотин вошёл в новосозданный Городской округ Таншань.

## Административное деление
Уезд Лаотин делится на 1 уличный комитет, 11 посёлков и 3 волости.